# Katharina Krüger
Katharina Krüger (* 3. Januar 1990 in Berlin-Zehlendorf) ist eine deutsche Rollstuhltennisspielerin.
Sie tritt im Einzel und Doppel an.

## Karriere
Seit ihrer Geburt hat die Studentin der Rehabilitationspädagogik eine Querschnittlähmung aufgrund einer Spina bifida. Sie spielt für den SV Zehlendorfer Wespen. Trainiert wird sie von Karsten Weigelt und Akhem Khan.
Bei den Sommer-Paralympics 2008 erreichte sie das Achtelfinale, wo sie der späteren Goldmedaillengewinnerin Esther Vergeer aus den Niederlanden unterlag. Auch 2012 scheiterte sie im Achtelfinale an Esther Vergeer. Und auch 2016 war im Achtelfinale Schluss, diesmal gegen Huang Huimin.
2014 erreichte sie erstmals das Finale im Doppelwettbewerb des Wheelchair Tennis Masters.

## Sportliche Erfolge
- Nummer 1 der Junioren-Weltrangliste
- Nummer 6 der Rollstuhltennis-Weltrangliste im Einzel
- Nummer 5 der Rollstuhltennis-Weltrangliste im Doppel
- 3 × Erreichen des Achtelfinales bei den Paralympics
- deutsche Rollstuhltennis-Meisterin: 2005, 2006, 2007, 2008, 2009, 2010